# Pronephrium xiphioides
Pronephrium xiphioides là một loài thực vật có mạch trong họ Thelypteridaceae. Loài này được (Chr.) Holttum miêu tả khoa học đầu tiên năm 1972.